# Llucia Ramis

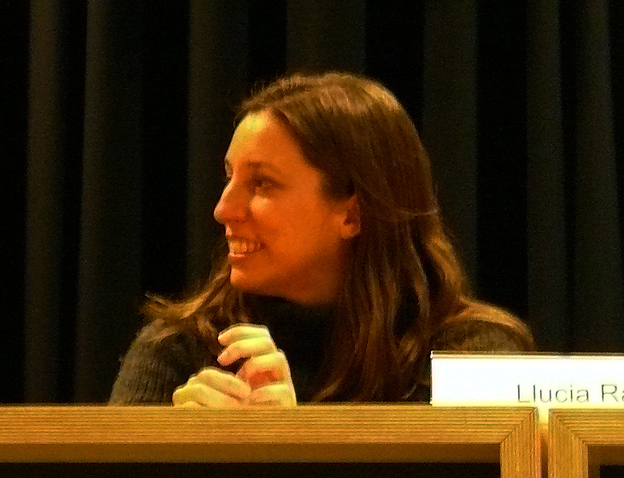
Llucia Ramis (2015)

Llucia Ramis (* 23. April 1977 in Palma de Mallorca, Mallorca)  ist eine katalanische Journalistin und Schriftstellerin. 

## Biographie
Llucia Ramis wurde 1977 in Palma geboren und lebt in Barcelona. Sie studierte Journalismus an der Autonomen Universität Barcelona. Ramis arbeitete in verschiedenen Medien: als Herausgeberin der Literaturzeitschrift Quimera, im Kulturbereich des Diario de Mallorca und derzeit mit La Vanguardia, RAC 1 und Catalunya Ràdio. Sie war Direktorin und Moderatorin des Programms Això no és Islàndia bei IB3.

## Auszeichnungen
Ihr Debütroman Coses que et passen a Barcelona quan tens 30 anys erschien 2008. 2010 gewann sie mit ihrem zweiten Roman Egosurfing den Josep-Pla-Preis. Ende 2010 erhielt sie den Bartmoeu-Roselló-Pòrcel-Preis, der junge Menschen oder Gruppen auszeichnet, die sich künstlerisch, humanistisch oder wissenschaftlich besonders hervorgetan haben. Für die Veröffentlichung von Tot allò que una tarda morí amb les bicicletes erhielt Ramis 2013 den Time-Out-Preis. 2018 erhielt sie den Anagram Books-Preis für Les possessions.

## Werke
- 2008: Coses que et passen a Barcelona quan tens 30 anys
- 2010: Egosurfing
- 2013: Tot allò que una tarda morí amb les bicicletes
- 2018: Les possessions